# عصب وجني وجهي
العصب الوجني الوجهي (بالإنجليزية: Zygomaticofacial nerve)‏‏ هو عصب يتَفرعُ من العصب الوجني.‏
تنبثق الأعصاب السطحية في الوجه وفروة الرأس من ثلاثة مصادر تقع في الرأس والرقبة:
عصب الوجه (CN VII) ، الذي يوفر التعصيب الحركي لعضلات الوجه
العصب ثلاثي التوائم (CN V) ، الذي يوفر تعصيبًا حسيًا للوجه من خلال قسم العيون (CN V1) ، قسم الفك العلوي (CN V2) وقسم الفك السفلي (CN V3)
الضفيرة العنقية ، التي توفر تعصيب لفروة الرأس